# Charis Grammos
Charis Grammos, auch Haris Grammos (griechisch Χάρης Γραμμός, * 22. August 1948 in Mytilini), ist ein ehemaliger griechischer Fußballspieler.

## Karriere
Grammos, auf Lesbos geboren, begann bei Achilleas Mytilinis mit dem Fußballspielen und wurde 1966 von Panathinaikos Athen verpflichtet. Fortan kam er bis 1976 in der Alpha Ethniki, der seinerzeit höchsten Spielklasse im griechischen Fußball, in 215 Punkt- und diversen Pokalspielen zum Einsatz. In diesem Zeitraum gewann er dreimal die Meisterschaft und zweimal den nationalen Vereinspokal, der am 6. Juli 1967 mit dem 1:0-Sieg über Panionios Athen und am 9. Juli 1969 nach Losentscheid gegen Olympiakos Piräus errungen wurde, nachdem es trotz Verlängerung beim 1:1 unentschieden geblieben war.
International wurde er in folgenden Pokalwettbewerben eingesetzt: Messestädte-Pokal 1968/69 (viermal), UEFA-Pokal 1973/74 (zwei-) und 1974/75 (einmal), Europapokal der Pokalsieger 1967/68 (ein-) und 1975/76 (zweimal), Europapokal der Landesmeister 1969/70 und 1972/73 (jeweils zweimal) und Europapokal der Landesmeister 1970/71 (neunmal). Am weitesten kam er mit seiner Mannschaft unter Trainer Ferenc Puskás im Landesmeister-Wettbewerb 1970/71; er bestritt alle Hin- und Rückspiele, sowie das Finale, das am 2. Juni 1971 im Wembley-Stadion vor 83.179 Zuschauern mit 0:2 gegen Ajax Amsterdam verloren wurde.
Er ist einer der wenigen Spieler, die es wagten zum ewigen Erzrivalen Olympiakos Piräus zu wechseln, für den er in der Saison 1976/77 jedoch in nur vier Punktspielen eingesetzt worden ist.

## Erfolge
- Finalist Europapokal der Landesmeister 1971
- Griechischer Meister 1969, 1970, 1972
- Griechischer Pokal-Sieger 1967, 1969